# Suren Nalbandian
Suren Nalbandian (en armenio: Սուրեն Նալբանդյան; Geghard, Armenia, Unión Soviética, 3 de junio de 1956) es un deportista soviético retirado especialista en lucha grecorromana donde llegó a ser campeón olímpico en Montreal 1976.

## Carrera deportiva
En los Juegos Olímpicos de 1976 celebrados en Montreal ganó la medalla de oro en lucha grecorromana de pesos de hasta 68 kg, por delante del luchador rumano Ştefan Rusu (plata) y el alemán Heinz-Helmut Wehling (bronce).